# Remembrance (Maiden uniteD)
Remembrance is het derde studioalbum van Maiden uniteD. Het is een akoestische versie van nummers van Iron Maiden met nieuwe arrangementen.
Voordat het album op 22 mei 2015 op cd en vinyl uitkwam, werd op 30 januari 2015 Strange World als single uitgebracht met daarnaast The Evil That Men Do met Wudstik op zang.

## Nummers
- Strange World van Iron Maiden
- Charlotte The Harlot van Iron Maiden
- Killers van Killers
- Remember Tomorrow van Iron Maiden
- Burning Ambition van Iron Maiden
- Futureal van Virtual XI
- Aces High van Powerslave
- Prowler van Iron Maiden
- Still Life '15 van Piece of Mind

## Bezetting
- Joey Bruers, basgitaar
- Ruud Jolie, gitaar, mandoline, achtergrondzang
- Damian Wilson, zang
- Huub van Loon, piano, zang op Burning Ambition
- Stef Broks, drums
- Thijs Schrijnemakers, hammondorgel
- Mike Coolen, drums op Prowler
- Marco Kuypers, piano op Prowler
- Thunderstick, drums op Burning Ambition
- Wudstik, zang op Aces High
- Marcela Bovio, achtergrondzang op Aces High, viool op Still Life '15
- Paul Di'Anno, zang op Prowler
- Blaze Bayley, zang op Futureal